# FS ALe 803

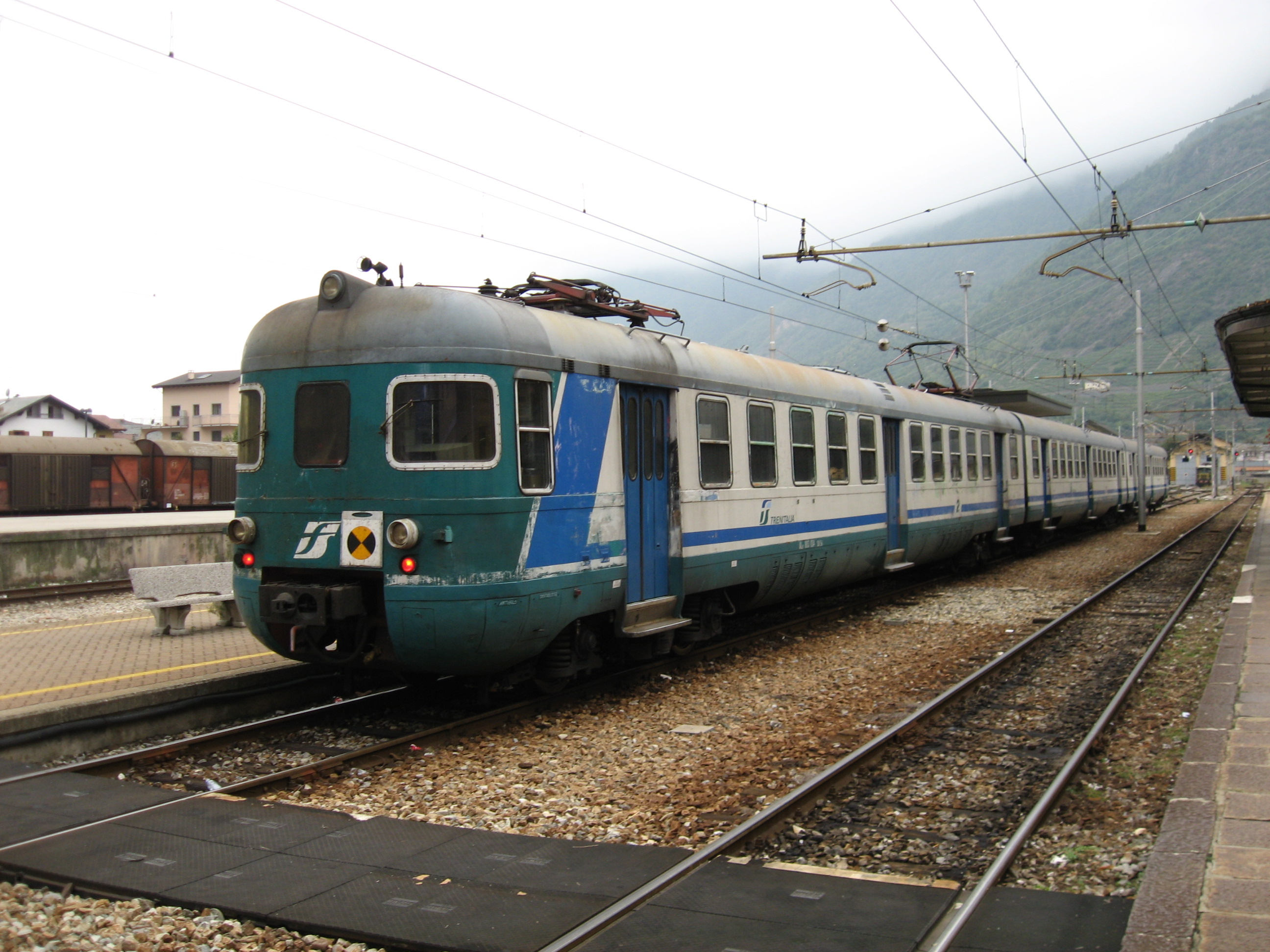
Rame FS ALe.803 en livrée XMPR

Les FS ALe.803 sont des rames automotrices électriques bloquées à 3 ou 4 caisses conçues par les FS et fabriquées par plusieurs constructeurs ferroviaires italiens.
Comme de coutume à cette époque, tout le matériel roulant utilisé par la compagnie nationale italienne, les FS - Ferrovie dello Stato Italiane était conçu en interne, par son bureau d'études, l'Ufficio Studi - Servizio Materiale e Trazione FS qui les faisait construire, après un appel d'offres, par des sociétés italiennes. Cette pratique s'est arrêtée en 2000, lorsque les règles fixées par la Commission européenne ont imposer la fin des monopoles d'État et la scission des compagnies ferroviaires publiques entre la gestion du réseau et l'exploitation des lignes. 
Destinées aux services suburbains, les rames FS ALe.803 sont le pendant des rames de luxe ALe.601 mises aussi en service en 1961. Elles ont été suivies en 1974 par les rames FS ALe 801 / 940. Chaque rame comporte 3 ou 4 caisses :
- motrice ALE.803, 54,00 t
- remorque Le.803.100, 34,00 t
- voiture pilote Le.803.000, 36,00 t.

## Histoire
Après la phase délicate de reconstruction du réseau italien et du parc matériel après la Seconde Guerre mondiale, la compagnie nationale des chemins de fer italiens, les Ferrovie dello Stato Italiane - FS, s'est retrouvée dans l'obligation de répondre aux fortes demandes de transport à longue et moyenne distance sur les lignes ferroviaires du pays, électrifiées à plus de 75 %. Les rames électriques d'avant garde comme les ETR.200, ETR.300 Settebello et ETR.250 Arlecchino, réservées aux trajets longue distance en 1re classe, étaient incapables de répondre seules à cette forte demande.
En 1957, les FS ont décidé de lancer le projet d'une rame de luxe ALe.601 et de la rame suburbaine ALe.803, dirigé par l'ingénieur Mario Martinelli, Directeur de l'Ufficio Studi Locomotive du Service Matériel & Traction des FS (1957-1959). Ces rames sont le fruit de l'expérience acquise avec les précédentes rames électriques ETR qui ont démontré leur efficacité et fiabilité. Cependant, la conception de ces 2 nouvelles rames est complètement nouvelle, à commencer par les caisses autoporteuses qui leur confèrent une très grande solidité, une utilisation rationnelle de l'espace intérieur et une luminosité bien supérieure. Le confort des passagers a été amélioré avec l'utilisation de nouvelles suspensions sur de nouveaux bogies avant-gardistes pour l'époque : les premiers à être conçus expressément pour des vitesses très supérieures et capables de garantir un confort et une sécurité de conduite élevés. L'alimentation électrique des services auxiliaires (climatisation, éclairage, commandes, etc.) est dérivée de celle des rames électriques ETR. Le pantographe 52 FS était aussi très novateur, garantissant un excellent captage de l'énergie. Au nom de la standardisation, chère aux FS, ce pantographe sera adopté sur tous les matériels roulants à grande vitesse, y compris les ETR, les locomotives FS E.444, E.656, E.645/6, jusqu'au Pendolino dont la vitesse dépassait 250 km/h.
Dès la fin de l'étude et après la validation du projet, en fin d'année 1959, la direction des FS a passé une commande de 35 unités à 3 caisses, 1re série, aux constructeurs italiens :
- FIAT Savigliano : 9 unités
- Stanga : 9 unités,
- Aerfer, devenue Sofer en 1967 : 17 unités,
- Parties électriques : Italtrafo.

Cette 1re série de 35 rames à 3 caisses a fait l'objet de 2 sous séries :
- les rames ALe.803.000 à 020 sont équipées d'un attelage traditionnel à vis,
- les rames ALe.803.021 à 035, destinées à la ligne 2 du réseau métropolitain de Naples (train métropolitain) sont équipées d'un attelage Scharfenberg[4].

Les rames de la 1re série ont été livrées et mises en service entre 1961 et 1963.
En 1970, les FS commandent une 2e série de 18 rames aux mêmes constructeurs avec quelques adaptations mineures :
- surfaces vitrées de sécurité des faces avant plus petites,
- système de freinage électrique,
- 10 rames standard et 8 rames à 4 caisses au lieu de 3, avec une remorque supplémentaire.

Les rames automotrices électriques "ALe.803" se sont révélés être, comme les rames de luxe ALe.601, des machines modernes, très fiables et robustes.

## Rames SEPSA EN.300
En 1976, la compagnie ferroviaire SEPSA - Società per l'Esercizio di Pubblici Servizi Anonima - Société pour l'Exercice des Transports Publics, une entreprise publique de transports en commun de la Campanie, créée en 1883, a passé une commande de 7 rames à 2 caisses (M+R) dérivées des FS ALe.803 à la société Sofer avec un équipement électrique Italtrafo. Les rames ont été livrées en 1977 et immatriculées SEPSA EN.300.001 à 007,,,.

## Caractéristiques techniques
Les rames FS ALe.803 sont constituées de 3 ou 4 caisses en acier à plancher bas reposant sur 6 ou 8 bogies. La rame est exclusivement aménagée en 2e classe. L'esthétique des caisses est identique à celle des rames de luxe ALe.601, également mises en service en 1961.
La motrice ALe.803 mesure 24,795 mètres de longueur hors tampons, comprend une cabine de pilotage à l'avant. Elle dispose de 80 sièges avec accoudoirs et 6 strapontins répartis dans les 3 plateformes d'accès, 1 à chaque extrémité et une au centre, isolées des salles par des portes à commandes électro-pneumatiques. 
La voiture remorque centrale mesure 24,390 mètres hors tampons et dispose de 86 sièges avec accoudoirs plus 6 strapontins situés dans les 3 plateformes, comme dans la motrice.
La voiture pilote mesure 24,795 mètres hors tampons et dispose de 80 sièges avec accoudoirs plus 6 strapontins.
Les rames à 3 caisses mesurent 74,580 mètres alors que celles à 4 caisses mesurent 99,270 mètres.